# Vide Entre Vinhas
Vide Entre Vinhas era una freguesia portuguesa del municipio de Celorico da Beira, distrito de Guarda.

## Historia
Fue suprimida el 28 de enero de 2013, en aplicación de una resolución de la Asamblea de la República portuguesa promulgada el 16 de enero de 2013 al unirse con las freguesias de Cortiçô da Serra y Salgueirais, formando la nueva freguesia de Cortiçô da Serra, Vide Entre Vinhas e Salgueirais.